# Hoa Mai xanh
Hoa Mai xanh, tên khoa học Petrea volubilis (tiếng Anh: purple wreath, Queen's Wreath, or sandpaper vine), là một loài cây hoa leo có thân gỗ thuộc họ Cỏ roi ngựa. Loài này được L. miêu tả khoa học đầu tiên năm 1753.

## Mô tả
Xuất xứ từ Trung Mỹ, Hoa Mai xanh là một cây leo thân gỗ với những chiếc hoa nhỏ màu tím có dạng ngôi sao. Nó phát triển tốt nhất nơi nhiều ánh nắng. Nó nở hoa vào mùa xuân và ở một số khu vực cũng trong tháng 11. Hoa màu tím, nở kéo dài một vài ngày nhưng màu xanh bẹ hoa vẫn tồn tại lâu hơn, từ từ chuyển sang màu xám. Lá cứng, khi sờ có cảm tưởng như là giấy nhám. Trong khi hoa màu tím thường thấy hơn, có giống cây trồng có hoa màu trắng, 'Albiflora'.

## Cắt tỉa
Nếu muốn Mai xanh nở hoa và sai hoa đúng dịp Tết chúng ta chỉ cần tuốt lá cây trước Tết 60 ngày.

## Hình ảnh

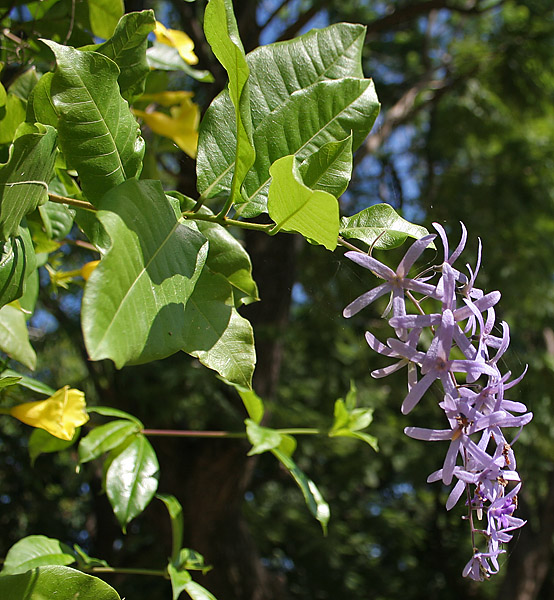
Hoa Mai xanh ở Hyderabad Ấn Độ.
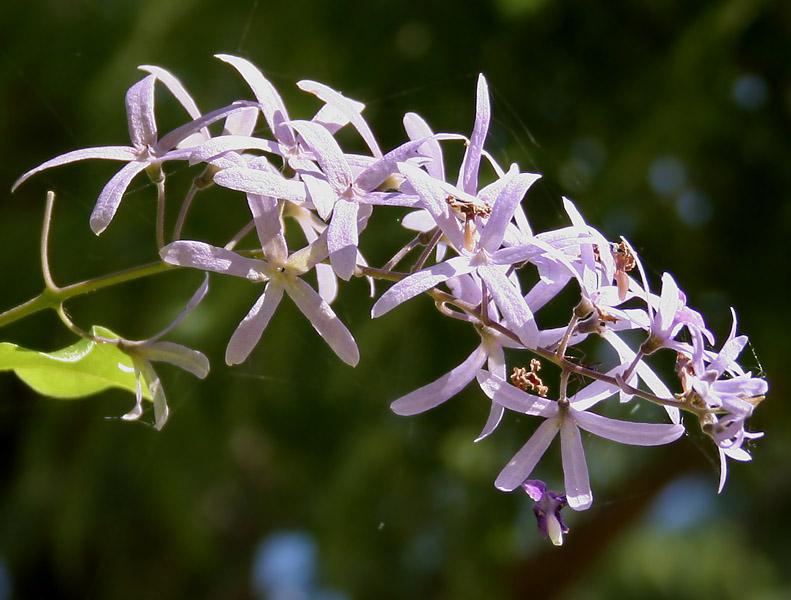
Hoa Mai xanh ở Hyderabad Ấn Độ.